# 水瀬夏海
水瀬 夏海（みなせ なつみ、1990年8月1日 - ）は、日本プロ麻雀協会に所属する女流プロ雀士。 京都府出身。

## 人物
愛称は「なっちゃん」。
姉は同団体に所属の水瀬千尋。
血液型はAB型。
日本プロ麻雀協会所属（第12期後期生）。
キャッチフレーズは「ぴよぴよ雀天使」。
趣味はファッション・旅行・ショッピング・ゲーム。
麻雀遊戯王の企画「Mリーグを作ろう」にて二階堂亜樹が4位指名に水瀬を指名した。
特技はダンス。

## 獲得タイトル
- 第4回関西女流スプリント優勝[1]
- 第11期 夕刊フジ杯麻雀女王[1]